# Sofia Lilja
Sofia Lilja Åkerlund, född 6 februari 1975, är en svensk KBT-terapeut, föreläsare och sångcoach. Hon är främst känd för att ha varit sångcoach i TV-programmet Idol under nio säsonger, med start 2004.

## Biografi
Lilja Åkerlund har rötterna från Byske. Hon gick musikprogrammet på Anderstorpsgymnasiet i Skellefteå. Efter gymnasiet flyttade hon från Byske.

## Karriär

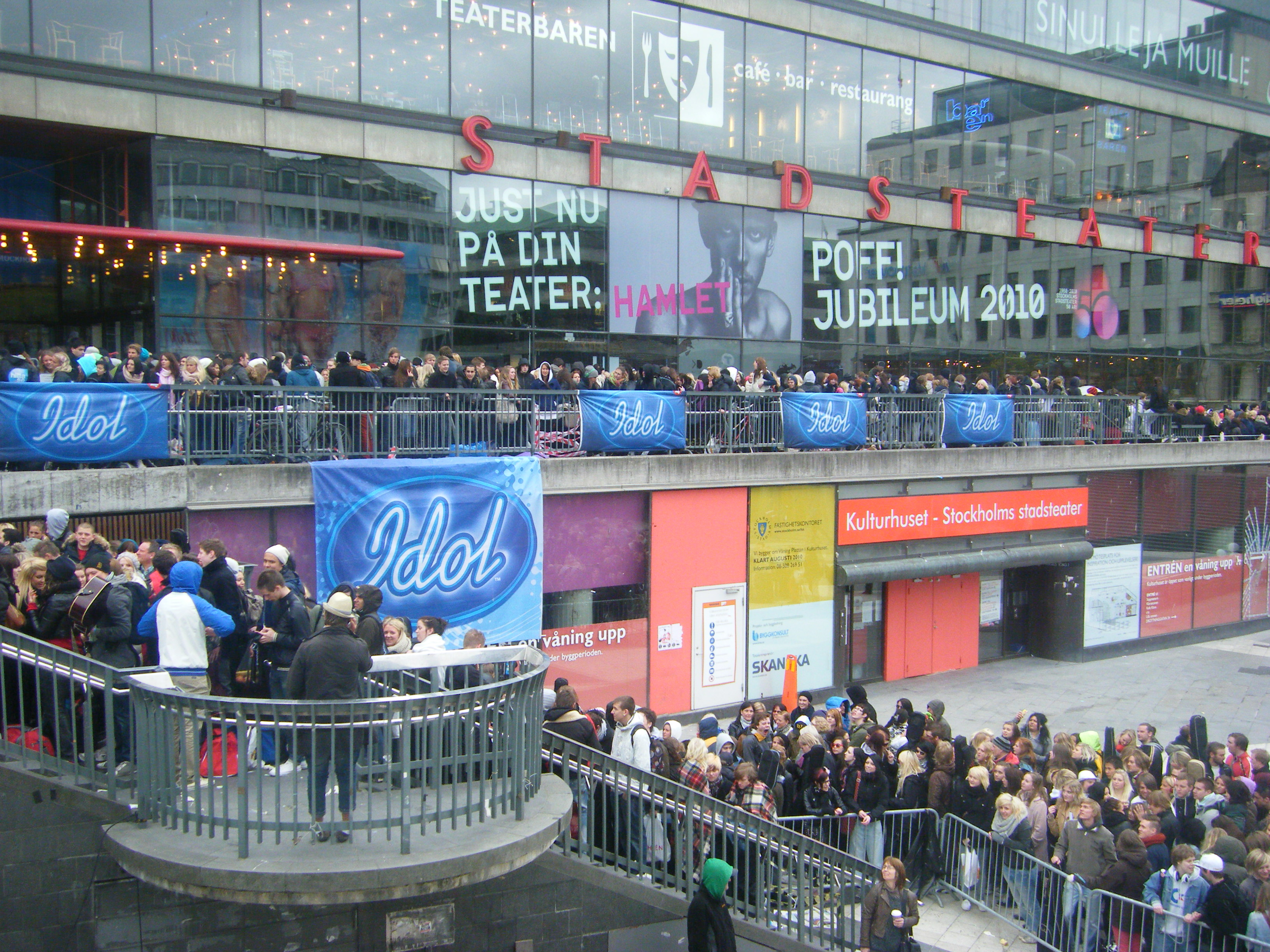
Audition för Idol 2010 i Stockholm, Sverige.

Hennes första arbete var som lärare på en gymnasieskola. När Idol började sändas 2004 var hon idolernas sångcoach. År 2012 släppte hennes rockband Nubian Rose sitt debutalbum Mountain. Två år senare släpptes uppföljaren Mental Revolution.
Under Eurovision Song Contest 2013, som gick av stapeln i Malmö, körade hon bakom Dina Garipova under hennes låt What If.